# محي الدين حبيطة
محيي الدين حابيتا (1953 تونس) هو لاعب كرة قدم تونسي.